# رجائي عايد
رجائي عايد فاضل حسن (مواليد 27 يوليو 1993) لاعب كرة قدم أردني ؛ يلعب في مركز خط الوسط في نادي الحسين. لعب لدى نادي الوحدات بعد تدرجه في فئات الشباب، لعب مع المنتخب الأردني تحت سن 19 ، و مع المنتخب الأردني تحت سن 23 ، و المنتخب الأردني لكرة القدم و سجل معه 6 أهداف .

## روابط خارجية
- رجائي عايد على موقع قاعدة بيانات كرة القدم.إي يو (الإنجليزية)
- رجائي عايد على موقع ناشيونال فوتبول تيمز (الإنجليزية)
- رجائي عايد على موقع Soccerway.com (الإنجليزية)
- رجائي عايد على موقع عالم كرة القدم.نت (الإنجليزية)